# Grand Prix Side 2018
La 1re édition du Grand Prix Side a eu lieu le 11 mars 2018. Elle fait partie du calendrier UCI Europe Tour 2018 en catégorie 1.2. La course est remportée par le Kazakh Stepan Astafyev (Lokosphinx) avec un temps de 4 h 16 min 23 s. Il s'impose au sprint devant ses compagnons d'échappée Samir Jabrayilov, Branislau Samoilau, Cristian Raileanu et  Oleksandr Polivoda. 

## Classement final
| \| Classement général \| Classement général \| Classement général \| Classement général \| Classement général \| \| Coureur \| Coureur \| Pays \| Équipe \| Temps \| \| ------------------ \| ------------------ \| ------------------ \| ---------------------------- \| ------------------ \| \| 1er \| Stepan Astafyev \| Kazakhstan \| Vino-Astana Motors \| 4 h 16 min 23 s \| \| 2e \| Samir Jabrayilov \| Azerbaijan \| Synergy Baku Cycling Project \| + 0 s \| \| 3e \| Branislau Samoilau \| Biélorussie \| Minsk Cycling Club \| + 0 s \| \| 4e \| Cristian Raileanu \| Moldavie \| Torku Şekerspor \| + 0 s \| \| 5e \| Oleksandr Polivoda \| Ukraine \| Synergy Baku Cycling Project \| + 5 s \| \| 6e \| Nikolai Shumov \| Biélorussie \| Minsk Cycling Club \| + 2 min 22 s \| \| 7e \| Yauhen Sobal \| Biélorussie \| Minsk Cycling Club \| + 2 min 22 s \| \| 8e \| Nikita Sokolov \| Kazakhstan \| Vino-Astana Motors \| + 2 min 22 s \| \| 9e \| Ivan Balykin \| Russie \| Torku Şekerspor \| + 2 min 22 s \| \| 10e \| Pavel Gatskiy \| Kazakhstan \| Apple Team \| + 2 min 22 s \| |                    |             |                              |                 |
| |                    |             |                              |                 |
| Source : ProCyclingStats |                    |             |                              |                 |
| Classement général |                    |             |                              |                 |
| Coureur | Coureur            | Pays        | Équipe                       | Temps           |
| 1er | Stepan Astafyev    | Kazakhstan  | Vino-Astana Motors           | 4 h 16 min 23 s |
| 2e | Samir Jabrayilov   | Azerbaijan  | Synergy Baku Cycling Project | + 0 s           |
| 3e | Branislau Samoilau | Biélorussie | Minsk Cycling Club           | + 0 s           |
| 4e | Cristian Raileanu  | Moldavie    | Torku Şekerspor              | + 0 s           |
| 5e | Oleksandr Polivoda | Ukraine     | Synergy Baku Cycling Project | + 5 s           |
| 6e | Nikolai Shumov     | Biélorussie | Minsk Cycling Club           | + 2 min 22 s    |
| 7e | Yauhen Sobal       | Biélorussie | Minsk Cycling Club           | + 2 min 22 s    |
| 8e | Nikita Sokolov     | Kazakhstan  | Vino-Astana Motors           | + 2 min 22 s    |
| 9e | Ivan Balykin       | Russie      | Torku Şekerspor              | + 2 min 22 s    |
| 10e | Pavel Gatskiy      | Kazakhstan  | Apple Team                   | + 2 min 22 s    |

## Classements UCI
La course attribue aux coureurs le même nombre des points pour l'UCI Europe Tour 2018 et le Classement mondial UCI.
| Position           | 1er | 2e | 3e | 4e | 5e | 6e | 7e | 8e à 10e |
| Classement général | 40  | 30 | 25 | 20 | 15 | 10 | 5  | 3        |